# Chad Barson
Chad Barson, né le 25 février 1991 à Columbus, est un joueur américain de soccer. Il évolue au poste de défenseur latéral droit.

## Carrière
Chad Barson rejoint le Columbus Crew SC en janvier 2013 comme joueur formé au club.

## Statistiques
| Saison                | Club                          | Championnat           | Championnat | Championnat | Coupe(s) nationale(s) | Coupe(s) nationale(s) | Séries | Séries | Total | Total |
| Saison                | Club                          | Division              | M.          | B.          | M.                    | B.                    | M.     | B.     | M.    | B.    |
| 2013                  | Columbus Crew                 | MLS                   | 20          | 0           | 1                     | 0                     | -      | -      | 21    | 0     |
| 2014                  | Columbus Crew                 | MLS                   | 13          | 0           | 2                     | 0                     | 0      | 0      | 15    | 0     |
| 2015                  | Columbus Crew SC              | MLS                   | 10          | 0           | 2                     | 0                     | 0      | 0      | 12    | 0     |
| 2016                  | Columbus Crew SC              | MLS                   | 7           | 0           | 2                     | 0                     | -      | -      | 9     | 0     |
| 2016                  | Pittsburgh Riverhounds (prêt) | USL                   | 2           | 0           | -                     | -                     | -      | -      | 2     | 0     |
| Total sur la carrière | Total sur la carrière         | Total sur la carrière | 52          | 0           | 7                     | 0                     | 0      | 0      | 59    | 0     |